# Mees Kees op kamp (film)
Mees Kees op kamp is een Nederlandse familiefilm uit 2013 geregisseerd door Barbara Bredero. Het is een vervolg op de film Mees Kees, en een verfilming van het gelijknamige boek uit de boekenreeks Mees Kees van Mirjam Oldenhave. Het scenario werd weer geschreven door Tijs van Marle.
De personages en acteurs zijn grotendeels dezelfde als in de eerste film.

## Verhaal
Stagiair meester Kees (Mees Kees) en schoolhoofd Dreus gaan met de kinderen op kamp in de duinen. De kinderen zijn onder meer:
- Tobias; zijn vader is, net als Kees' vader, overleden. Zijn moeder is depressief. Tobias heeft per dag eten voor zijn moeder klaargezet. Onderweg naar de duinen komt de groep langs de begraafplaats waar zijn vader ligt. Hij heeft deze na de begrafenis nooit bezocht. Kees vertelt Tobias dat zijn eigen moeder elke week het graf van zijn overleden vader bezoekt, en het goed verzorgt. Tobias vraagt daarop door de telefoon aan zijn moeder of zij nog weleens naar het graf van zijn vader geweest is, maar daarop geeft ze geen antwoord. Hij krijgt later van Kees' moeder een plantje en zet het bij het graf.
- Sep, vriendje van Tobias; plast soms nog in bed; eerst wil hij 's nachts wakker blijven om dit te voorkomen, maar omdat dat niet vol te houden is wil hij de hele week niets drinken. Hij vertelt het aan Tobias, maar die moet beloven het geheim te houden. Tobias vraagt Kees om raad, zonder Sep te noemen, waarop Sep (die erbij is) zichzelf per ongeluk verraadt. Kees helpt hem door hem 's nachts wakker te maken en hem naar de w.c. te brengen.
- Lisa; vertelt steeds verhalen over haar vorige school die niet waar zijn. Ze wordt dan ook door niemand geloofd. De jongen Fred vraagt dan verbaasd of het echt waar is, waarna blijkt dat dat niet zo is en hij boos wordt. Later krijgt hij het door en wordt het een spel.
- Een slimme tweeling (Tim en Tom).

Dreus heeft een strak tijdschema van activiteiten gemaakt waar Kees zich aan moet houden. Ze krijgt last van haar rug en moet terug waarna Kees alleen de leiding heeft. Na het opzetten van de tent blijkt de ingang aan de onderkant: je moet onder het tentdoek kruipen naar de ingang.
Kees verlaat het kamp voor het uitzetten van een speurtocht, maar blijft lang weg. Tobias gaat hem zoeken en vindt onderweg een dood diertje, dat hij vervolgens begraaft. Kees is ook weer terecht. Hij vertelt Tobias dat als hij zijn werk als meester niet goed doet dat hij dan putjesschepper of zo moet worden. Verder vertelt hij dat hij erg gehecht is aan zijn hond en dat die hem geluk brengt als een talisman, net zoals Tobias het zakmes van zijn vader als talisman heeft. Om Kees een plezier te doen nodigt Tobias (zich voordoend als Kees) per sms Kees' vriendin Marie Louise uit om langs te komen. Tobias gaat zonder iets te zeggen naar het huis waar Kees (bij zijn moeder) woont om de hond voor Kees naar het kamp te brengen. Kees is bezorgd omdat Tobias weg is en gaat hem zoeken.
Marie Louise komt aan bij het park en Dreus komt ook weer terug. Om Kees' afwezigheid te verklaren zeggen de kinderen niet dat Kees Tobias aan het zoeken is (het zou een slechte indruk maken dat die zoek is), maar zeggen ze dat Tobias door een monster is aangevallen en dat Kees met hem naar het ziekenhuis is. Dreus is tevreden, ook over het veronderstelde feit dat Kees Marie Louise als vervanging heeft geregeld. Kees vindt Tobias bij hem thuis en ze gaan terug naar het kamp.

## Rolverdeling
| Acteur               | Personage             |
| -------------------- | --------------------- |
| Mees Kees            | Willem Voogd          |
| Dreus                | Sanne Wallis de Vries |
| Tobias               | Felix Osinga          |
| Sep                  | Brent Thomassen       |
| Lieke                | Yfke Wegman           |
| Marie Louise         | Hannah Hoekstra       |
| Moeder van Sep       | Marieke de Kleine     |
| Moeder van Mees Kees | Raymonde de Kuyper    |
| Moeder van Tobias    | Mara van Vlijmen      |
| Hasna                | Leah Dean             |
| Fred                 | Rémon van Dijk        |
| Lisa                 | Whitney Franker       |
| Rachida              | Caitlyn Geerlings     |
| Tim                  | Rick Hakkaart         |
| Tom                  | Frenck Hakkaart       |
| Aukje                | Britt van der Krogt   |
| Winston              | Donnetie Stern        |
| Manon                | Sacha Wagemans        |
| Vader Sep            | Cas Jansen            |
| Koos                 | Martijn Fischer       |